# Кузнецька ТЕЦ
Кузнецька ТЕЦ — теплова електростанція у Кемеровській області Росії.
У першій половині 1930-х в Новокузнецьку почала роботу ТЕЦ Кузнецького металургійного комбінату, яка забезпечувала не лише власне підприємство, але й різноманітні гірничодобувні майданчики Кемеровської області. Втім, наміри розмістити в цьому ж місті алюмінієвий комбінат та феросплавний завод спонукали почати наприкінці десятиліття проектування нової ТЕЦ (до 1954-го організаційно відносилась саме до алюмінієвого комбінату).
Початок радянсько-германської війни спонукав використати для ТЕЦ обладнання, евакуйоване або отримане від союзників. В 1942-му на майданчик ТЕЦ доставили вивезені з однієї із ленінградських електростанцій два парові котли продуктивністю по 75 тонн пари на годину та одну парову турбіну потужністю 24 МВт (це обладнання було виготовлене Ленінградським металічним заводом ще наприкінці 1920-х), а також постачені з Великої Британії два парові котли продуктивністю по 90 тонн пари на годину й одну парову турбіну потужністю 20 МВт. Ввести в дію це обладнання вдалось не одразу — два котли та одна турбіна стали до ладу в 1944-му, а ще два котли та друга турбіна в 1945 році.
У 1947—1948 роках стала до ладу третя черга з чотирма паровими котлами виробництва американської компанії Combustion Engineering, що використовували технологію «лопулько» та мали продуктивністю по 80 тонн пари на годину (станційні номери 5 — 8). Також ця черга включала дві турбіни, що отримали станційні номери 4 та 5.
Є відомості, що на четвертій черзі, будівництво якої припало на першу половину 1950-х, використовувалось вивезене з Німеччини обладнання. Втім, достеменно відомо, що в 1954-му на ТЕЦ ввели в експлуатацію два парові котли виробництва Таганрозького котельного заводу типу ТП-170 (номери 15 та 16) продуктивністю по 170 тон пари на годину та одну парову турбіну від Брянського машинобудівного заводу типу Т-25-90 потужністю 25 МВт (номер 11).
В 1966—1969 роках ввели п'яту чергу з двома паровими котлами Барнаульського котельного заводу типу БКЗ-220-100ф продуктивністю по 220 тонн пари на годину (номери 17 та 18) і двома паровими турбінами виробництва Калузького турбінного заводу типу Р-10-90 потужністю по 10 МВт (номери 12 та 13).
В 1980-х роках узялись за проект докорінного оновлення станції, який розтягнувся на тривалий час та призвів до встановлення шести турбін:
- в 1993-му нової турбіни № 4 від Калузького турбінного заводу типу Р-12-35/5 м потужністю 12 МВт;
- в 1996-му турбіни № 9 від Калузького турбінного заводу типу Р-12-90/18 м потужністю 10 МВт;
- в 2000-му турбіни № 6 виробництва Ленінградського металічного заводу типу ПТР-30-2.9/0.6 потужністю 30 МВт;
- в 2003-му нової турбіни № 13 від Калузького турбінного заводу типу Р-12-90/31 м потужністю 12 МВт;
- в 2006-му нової турбіни № 12 від Калузького турбінного заводу типу Р-12-8.8/3.1 м потужністю 12 МВт;
- в 2008-му турбіни № 3 від Калузького турбінного заводу типу Р-12-3.4/0.1 потужністю 12 МВт.

Враховуючи, що майже все застаріле турбінне обладнання було виведене з експлуатації, а єдину залишену турбіну № 11 переномінували до рівня Т-20-90 зі зменшенням потужності до 20 МВт, загальна потужність ТЕЦ склала 108 МВт.
Для збільшення теплової потужності в 1989 та 1990 роках запустили два водогрійні котли Барнаульського котельного заводу типу КВТК-100-150 продуктивністю по 100 Гкал/год. Крім того, в 1999 та 2003 роках водогрійну котельню доповнили двома паровими котлами виробництва Барнаульського котельного заводу типу Е-160-1,4-250КБТ продуктивністю по 160 тонн пари на годину. Таким чином, станом на кінець 2010-х теплова потужність станції становить 890 Гкал/год.
В 2014-му на майданчику станції ввели в дію дві встановлені на роботу у відкритому циклі газові турбіни виробництва концерну «Силові машини» типу ГТЭ-145 (ліцензійна Siemens SGT5−2000E) потужністю по 149 МВт. Ці турбіни працюють лише для покриття пікових навантажень.
Як основне паливо парові котли використовують вугілля, але водогрійні котли спроектовані на спалювання природного газу (надійшов до регіону по трубопроводу Нижньовартовськ – Кузбас). Так само на газ розраховані газотурбінні установки.
Для видалення продуктів згоряння призначені три димарі заввишки 80, 100 та 250 метрів.
Для технологічних потреб використовується вода з річки Том, при цьому система водопостачання включає ставок-охолоджувач. Відібрана з Томі вода потрапляє у канал завдовжки 3,6 км, на початку якого також облаштований водозабірний шлюз для отримання охолодженої води зі ставка. Скид відпрацьованої води відбувається по каналу завдовжки понад 1 км, відстань від місця сполучення якого зі ставком до водозабірного шлюзу становить біля 2,5 км.
Видача продукції відбувається по ЛЕП, що працюють під напругою 110 кВ (газові турбіни — мпід напругою 220 кВ).